# Anatolij Čepiga
Anatolij Vladimirovič Čepiga (rusky Анатолий Владимирович Чепига; * 5. dubna 1979 Nikolajevka) je plukovník ruské vojenské rozvědky GRU. Podle Rady Evropské unie se podílel v březnu 2018 ve Spojeném království na otravě Sergeje a Julije Skripalových a podle policie České republiky se podílel na výbuších muničních skladů ve Vrběticích v roce 2014. Při obou zmíněných akcích vystupoval pod falešným jménem Ruslan Boširov a jeho nejbližším spolupracovníkem byl Alexandr Miškin vystupující pod jménem Alexander Petrov.

## Život
Narodil se ve vesnici Nikolajevka v Amurské oblasti, ale rodina se brzy přestěhovala do obce Berjozovka, kde Čepiga absolvoval střední vzdělání. Následně se v 18 letech zapsal na Dálněvýchodní vyšší vševojskové velitelské učiliště maršála Sovětského svazu K. K. Rokossovského v Blagověščensku, které absolvoval v roce 2001.
Následně nastoupil do 14. samostatné gardové brigády zvláštního určení GRU, která se později účastnila Druhé čečenské války.
Po roce 2003 se přestěhoval do Moskvy, kde absolvoval Vojenskou akademii ministerstva obrany Ruské federace.
V roce 2014 dostal od prezidenta Vladimira Putina titul Hrdina Ruské federace za „účast na mírových misích“. Podle britské investigativní skupiny Dossier Center Investigative Unit (DCIU) se mělo jednat o účast na záchraně bývalého ukrajinského prezidenta Viktora Janukovyče, který po svém svržení během Euromajdanu uprchl z Ukrajiny do Ruska.